# Natação artística nos Jogos Olímpicos de Verão de 2020
As competições de natação artística nos Jogos Olímpicos de Verão de 2020 foram realizadas de 2 a 7 de agosto de 2021 no Centro Aquático em Tóquio. A competição estava programada para acontecer em 2020, mas foi adiada em um ano devido a pandemia de COVID-19. Foi a primeira edição olímpica em que o nome da modalidade passou a ser denominada "natação artística" ao invés de "nado sincronizado" após alteração pela Federação Internacional de Natação em 2017.
Um total de 98 atletas de 22 Comitês Olímpicos Nacionais (CON) competiram em dois eventos de medalhas exclusivamente femininos: dueto e equipes.

## Qualificação
Para a competição por equipes, o CON melhor classificado em cada um dos cinco torneios continentais, com exceção do Japão, país-sede, se qualificaram. Os CONs restantes puderam conquistar as vagas ao ficarem nas duas melhores posições do Campeonato Mundial de Esportes Aquáticos de 2019 e nas três melhores posições do Torneio de Qualificação Olímpica. Para os duetos, o CON melhor classificado em cada um dos cinco torneios continentais que não tenha classificado uma equipe conquistou a vaga, enquanto os outros sete CONs melhores classificados no Torneio de Qualificação Olímpica obtiveram as demais vagas. Todos os 10 CONs já qualificados ao torneio por equipes qualificaram automaticamente um dueto (consistindo em membros da equipe).

## Calendário
As disputas da natação artística foram disputadas ao longo de cinco dias, começando com as preliminares da rotina livre do dueto em 2 de agosto e se encerrando com a rotina livre por equipes em 7 de agosto de 2021.
| LP | Rotina livre preliminar | RT | Rotina técnica | LF | Rotina livre final |

| DataEvento | 2 ago | 3 ago | 4 ago | 5 ago | 6 ago | 7 ago |
| ---------- | ----- | ----- | ----- | ----- | ----- | ----- |
| Dueto      | LP    | RT    | LF    |       |       |       |
| Equipes    |       |       |       |       | RT    | LF    |

## Nações participantes

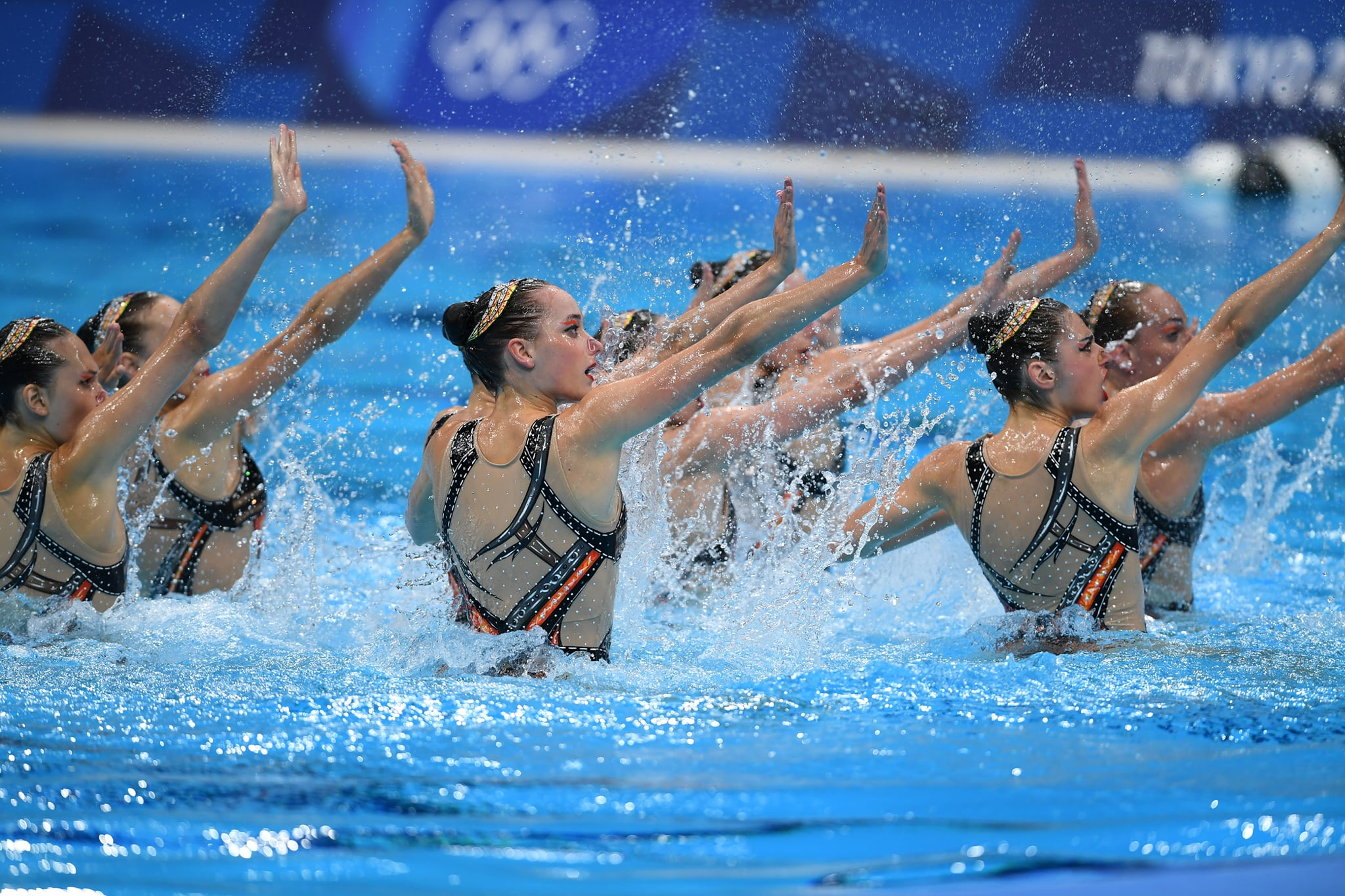
Equipe da Ucrânia durante uma das apresentações

Ao todo, 22 CONs tiveram atletas qualificados em ao menos um evento. Entre parênteses encontra-se representada a quantidade de atletas.
- RSA África do Sul (2)
- AUS Austrália (8)
- AUT Áustria (2)
- BLR Bielorrússia (2)
- CAN Canadá (8)
- KAZ Cazaquistão (2)
- CHN China (8)
- COL Colômbia (2)
- EGY Egito (8)
- ESP Espanha (8)
- USA Estados Unidos (2)
- FRA França (2)
- GBR Grã-Bretanha (2)
- GRE Grécia (8)
- ISR Israel (2)
- ITA Itália (8)
- JPN Japão (8)
- LIE Liechtenstein (2)
- MEX México (2)
- NED Países Baixos (2)
- ROC ROC (8)
- UKR Ucrânia (8)

## Medalhistas
| Evento           | Ouro | Prata                                                                                                 | Bronze |
| ---------------- | --- | --- | --- |
| Dueto detalhes   | Svetlana Kolesnichenko Svetlana Romashina ROC | Huang Xuechen Sun Wenyan CHN China                                                                    | Marta Fiedina Anastasiya Savchuk UKR Ucrânia |
| Equipes detalhes | Vlada Chigireva Marina Goliadkina Svetlana Kolesnichenko Polina Komar Alexandra Patskevich Svetlana Romashina Alla Shishkina Maria Shurochkina ROC | Feng Yu Guo Li Huang Xuechen Liang Xinping Sun Wenyan Wang Qianyi Xiao Yanning Yin Chengxin CHN China | Maryna Aleksiiva Vladyslava Aleksiiva Marta Fiedina Kateryna Reznik Anastasiya Savchuk Alina Shynkarenko Kseniya Sydorenko Yelyzaveta Yakhno UKR Ucrânia |

## Quadro de medalhas
| Ordem | País        | Medalha de ouro | Medalha de prata | Medalha de bronze |   | Ordem por total |
| ----- | ----------- | --------------- | ---------------- | ----------------- | - | --------------- |
| 1     | ROC         | 2               |                  |                   | 2 | 1               |
| 2     | CHN China   |                 | 2                |                   | 2 | 1               |
| 3     | UKR Ucrânia |                 |                  | 2                 | 2 | 1               |
| TOTAL | TOTAL       | 2               | 2                | 2                 | 6 | —               |